# Milan Korun
Milan Korun , slovenski odvetnik in politik, * 24. julij 1886, Braslovče, † 24. marec 1962, Ljubljana. 
Pravo je študiral na Dunaju in Gradcu kjer je leta 1910 promoviral. V študentskih letih je bil odbornik Podpornega društva za slovenske visokošolce v Gradcu. Po pripravniški službi je leta 1918 postal odvetnik v Ljubljani. Že kot dijak je s članki sodeloval v časopisu Slovenski narod, kot visokošolec pa pri Domovini, Omladini in Našem listu. Po 1. svetovni vojni je kot član Socialno-demokratske stranke stopil v politiko. Decembra 1919 je bil namesto Josipa Petejana kot poslanec delegiran v Privremeno narodno predstavništvo ter v letih 1920-1923 zastopal mariborsko-celjski volilni okraj v Ustavodajni skupščini Kraljevine Srbov, Hrvatov in Slovencev. Tudi v tem obdobju je s članki sodeloval pri raznih glasilih (Socialist, Naprej, Rdeči prapor, Enakost). 1939 je postal predsednik Akcijskega odbora obnovljene Narodno radikalne stranke za Slovenijo.